# Босси, Умберто
Умбе́рто Бо́сси (итал. Umberto Bossi; род. 19 сентября 1941, Кассано-Маньяго, Ломбардия, Италия) — итальянский политический деятель, певец в прошлом, лидер и идеолог партии «Лига Севера», стремящейся добиться автономии и независимости северных провинций Итальянской Республики.

## Биография
В молодости Босси был профессиональным певцом под псевдонимом Donato и выпустил два диска своих песен — «Ebbro» и «Sconforto». Некоторое время Босси учился в университете Павии на медицинском факультете, но не закончил его, увлёкшись политикой.
В молодости же был близок к итальянской компартии и другим политическим течениям, но в 1979 году в Павии познакомился с Бруно Сальвадори и стал исповедовать идеи североитальянского автономизма. В 1979/1980 году Босси основал свою первую регионалистскую политическую организацию — Союз за автономию Северо-Западной Ломбардии. В 1982 году Босси основал Ломбардскую автономистскую лигу, которая с 1986 года стала называться Ломбардской лигой (по ассоциации с Ломбардской лигой, существовавшей в XII—XIII веках). На всеобщих выборах 1987 года Лига получила 2,6 % голосов в Ломбардии, и Босси был избран в итальянский Сенат. В 1989 году на выборах в Европарламент регионалистские партии Северной Италии создали коалицию «Ломбардская лига — Северный альянс». В Европарламент было избрано 2 депутата (оба — от Ломбардской лиги), в связи с чем было принято решение преобразовать коалицию в политическую партию. В феврале 1991 года регионалистские партии и движения Северной Италии основали Лигу Севера, учредители которой стали региональными ячейками новой партии. Босси стал федеральным секретарём новой партии.
В 1994 году, незадолго до парламентских выборов, Лига Севера по настоянию Босси присоединилась к коалиции Сильвио Берлускони «Полюс свобод» вместо планировавшегося ранее соглашения с центристским «Пактом за Италию». Благодаря поддержке Лиги Севера Берлускони сформировал правящую коалицию. Несколько членов партии получили министерские посты (Роберто Марони стал министром внутренних дел и вице-премьером). Однако вскоре Босси неожиданно прекратил сотрудничество с Берлускони, что привело к распаду правящей коалиции, долгим переговорам и, в конечном счёте, к состоявшимся в 1996 году досрочным выборам, на которых Лига Севера во главе с Босси получила рекордные 10,1 % голосов по всей Италии. Однако в течение 5 лет партия находилась в оппозиции правящим левоцентристам. Вскоре после выборов был создан и Парламент Падании, который, однако, остался декларативным.
На парламентских выборах 2001 года партия получила 3,9 % голосов, однако, участвуя в коалиции «Дом свобод», партия приняла участие в формировании нового кабинета Сильвио Берлускони. Босси получил должность министра реформ и «деволюции». 11 марта 2004 года у Босси случился инсульт, после которого у него появились проблемы с речью. В июле Босси ушёл в отставку и на время покинул большую политику, в которую вернулся уже в следующем году.
На выборах 2006 года Лига Севера получила 4,6 % голосов. На выборах 2008 года Лига получила 8,3 % голосов и в составе блока «Дом свобод» сформировала правящую коалицию. С этого времени Босси является министром федеральных реформ в четвёртом кабинете Сильвио Берлускони.
В январе 2011 года стало известно о том, что в офисе и в римской квартире Босси неизвестными лицами были установлены подслушивающие устройства. Несмотря на то, что он сам не стал обращаться по этому поводу в правоохранительные органы, прокуратура Рима завела по этому факту следственное дело по двум статьям уголовного кодекса Италии.
29 декабря 2011 года на митинге «Лиги Севера» в Альбино Босси использовал в отношении тогдашнего президента Италии Джорджо Наполитано оскорбительное определение южан «terùn» (по смыслу — «связанный с землёй», «крестьянин» и так далее), изобразив при этом жестом рога. В соответствии со статьёй 278 Уголовного кодекса Италии был приговорён к году лишения свободы за посягательство на честь и престиж главы государства, в сентябре 2018 года приговор подтвердил кассационный суд, но 5 декабря 2019 года новый президент Серджо Маттарелла подписал указ о помиловании.
5 апреля 2012 года подал в отставку с поста лидера партии в связи с обвинениями в коррупции.

### Творчество
У Умберто Босси был достаточно короткий опыт карьеры певца и композитора-песенника. В 1961 году попробовал свои силы на Фестивале Кастрокаро, где песня в его исполнении дошла до полуфинала, но далее была отклонена. В сопровождении оркестра D. U. Mazzucchelli записал в 1964 году пластинку на 45 песен различного содержания и стиля, включая стили «буги вуги» и «медленный рок».
Отвечая на вопрос о состоянии творчества на сегодняшний день, сам бывший исполнитель говорит, что закрыл для себя этот вид деятельности, считая свои песни слишком грустными.
Также Босси является автором стихов на своём диалекте. Одно из этих произведений литературного творчества, «Scioperu in dur baset» («Sciopero alla Bassetti»), было опубликовано в январе 1982 года в издании политического и культурного журнала в Варезе «Ul bartavèll».

## Политические взгляды
Босси является сторонником идеи независимости Падании (особенно в начале политической карьеры) либо широкой автономии в составе федеративной Италии. Ранее Босси высказывался против засилия центральной власти и даже назвал Италию «фашистским государством».
Босси проявил себя как убеждённый евроскептик, подвергнув в 2003 году резкой критике правящие круги Евросоюза, обвинив их в распространении педофилии и сравнив будущее единой Европы со сталинизмом, «но хуже в 25 раз».
Также Босси крайне неодобрительно высказался о практике пересечения нелегальными иммигрантами Тунисского пролива на лодках, высказав мнение, что по ним следует открывать огонь на поражение после второго или третьего предупреждения
В июне 2010 года, во время выступления на партийном собрании, Умберто Босси потребовал перевода некоторых центральных министерств из Рима в Милан, пригрозив, что в противном случае его партия будет ещё активнее бороться за самостоятельность северных регионов.

## Личная жизнь
От первой жены Джильолы Джуидали имеет сына Риккардо. В настоящее время женат на Мануэле Марроне — сицилийке, соосновательницы Лиги Севера. От второго брака имеет троих сыновей: Эридано Сирио, Роберто Либерта и Ренцо. Как можно заметить, первых двух сыновей от второго брака он назвал необычными политизированными именами (Roberto Libertà и Eridano Sirio) — в честь свободы и древнего божества реки По соответственно.
В 2004 году стал дедушкой — у его первенца Риккардо родилась дочь.

## Публикации и монографии
- Vento dal Nord, con Daniele Vimercati, Milano, Sperling & Kupfer, 1992. ISBN 88-200-1309-6
- La Rivoluzione, con Daniele Vimercati, Milano, Sperling & Kupfer, 1993. ISBN 88-200-1569-2
- Tutta la verità, Milano, Sperling & Kupfer, 1995. ISBN 88-200-1962-0
- Il mio progetto, Milano, Sperling & Kupfer, 1996. ISBN 88-200-2316-4
- La rivoluzione del sorriso. Le tappe dell’indipendenza della Padania. 15 settembre 1996-14 settembre 1997, Milano, Editoriale Nord, 1997.
- Processo alla Lega, con Daniele Vimercati, Milano, Sperling & Kupfer, 1998. ISBN 88-200-2763-1
- La Lega. 1979—1989, Milano, Editoriale Nord, 1999.

## Интервью
- " An Interview with Umberto Bossi ". TELOS 109 (Fall 1996). New York: Telos Press